# Pitcairnia carnososepala
Pitcairnia carnososepala är en gräsväxtart som beskrevs av Werner Rauh och Elvira Angela Gross. Pitcairnia carnososepala ingår i släktet Pitcairnia och familjen Bromeliaceae. IUCN kategoriserar arten globalt som sårbar. Inga underarter finns listade i Catalogue of Life.

## Bildgalleri

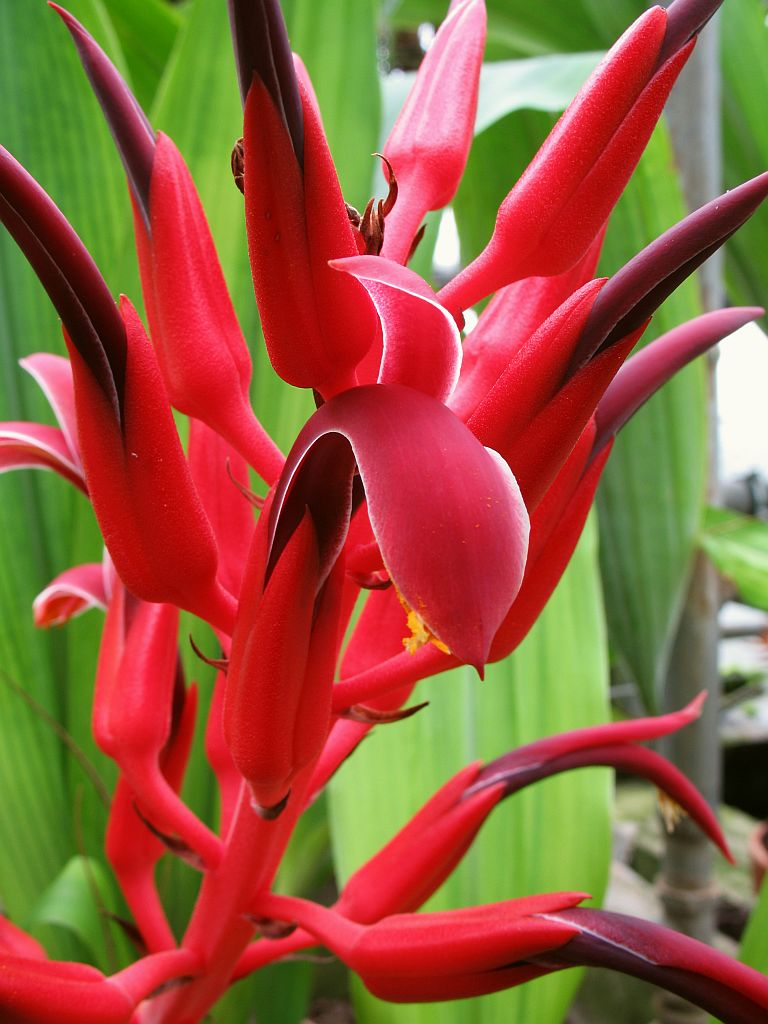
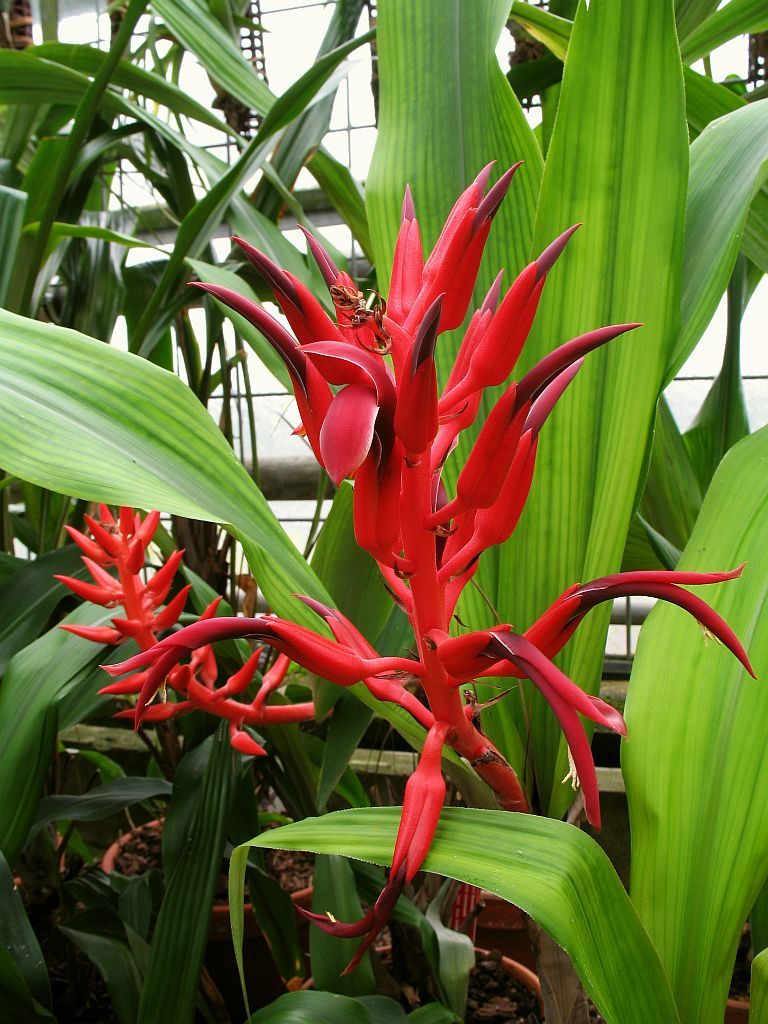
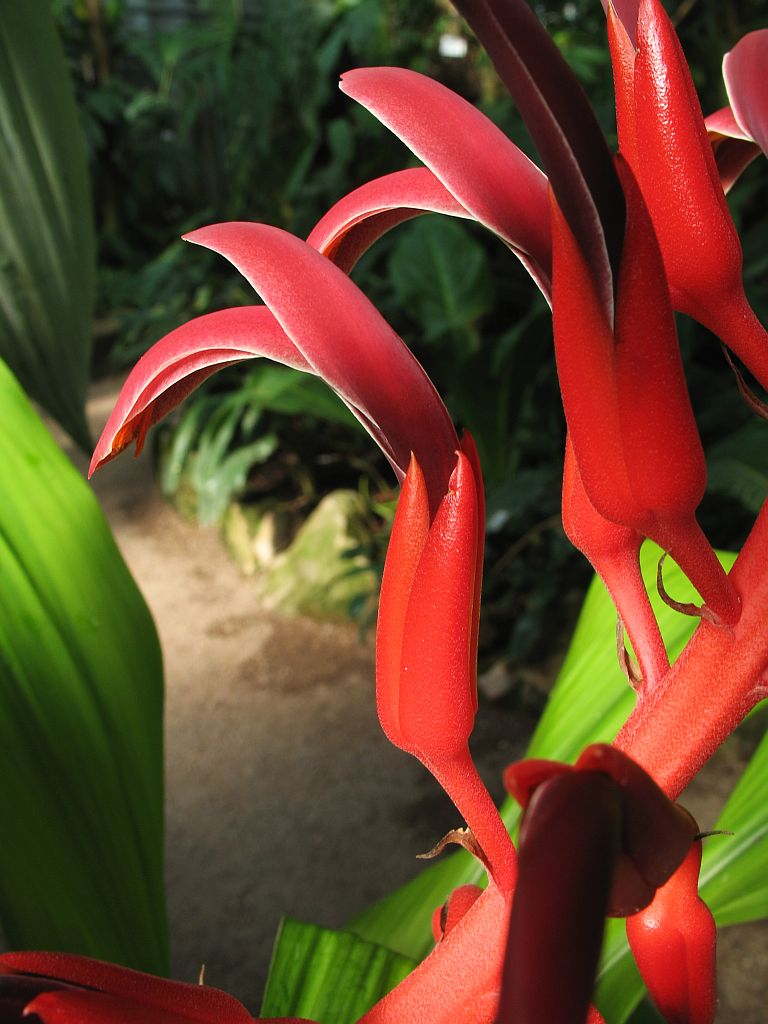
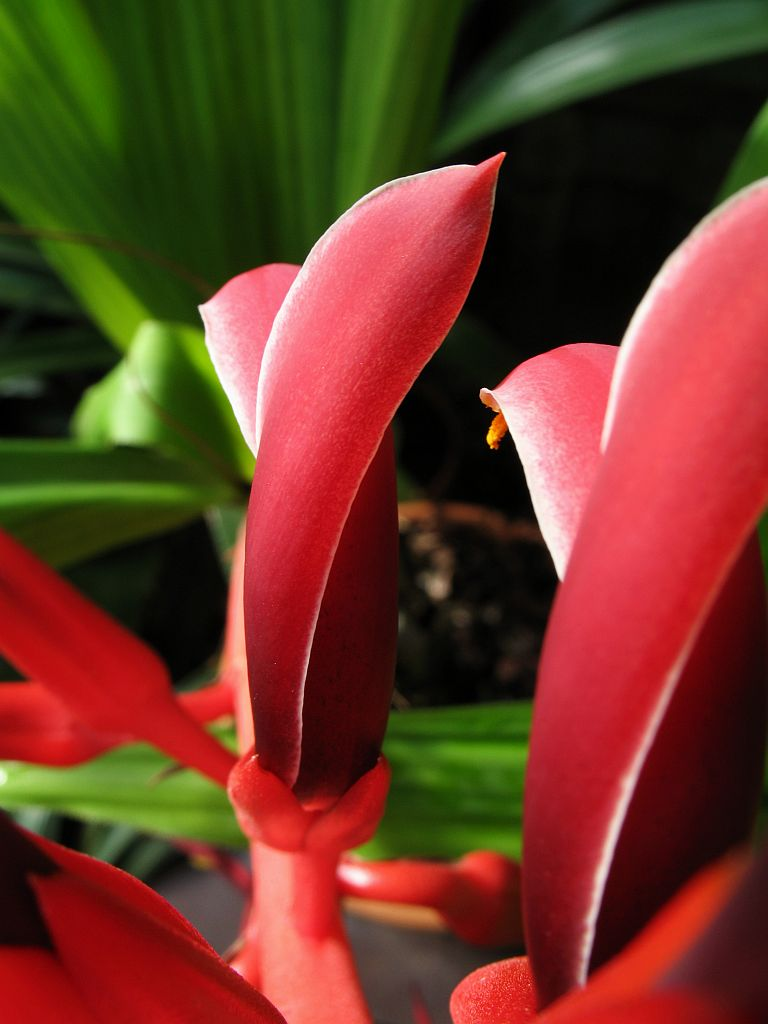